# Hongyan (socken i Kina, Sichuan, lat 32,07, long 103,12)
Hongyan (kinesiska: 红岩乡, 红岩) är en socken i Kina. Den ligger i provinsen Sichuan, i den sydvästra delen av landet, omkring 180 kilometer nordväst om provinshuvudstaden Chengdu.
Genomsnittlig årsnederbörd är 1 074 millimeter. Den regnigaste månaden är juli, med i genomsnitt 212 mm nederbörd, och den torraste är december, med 7 mm nederbörd.